# 유럽의 제2차 세계 대전 종전

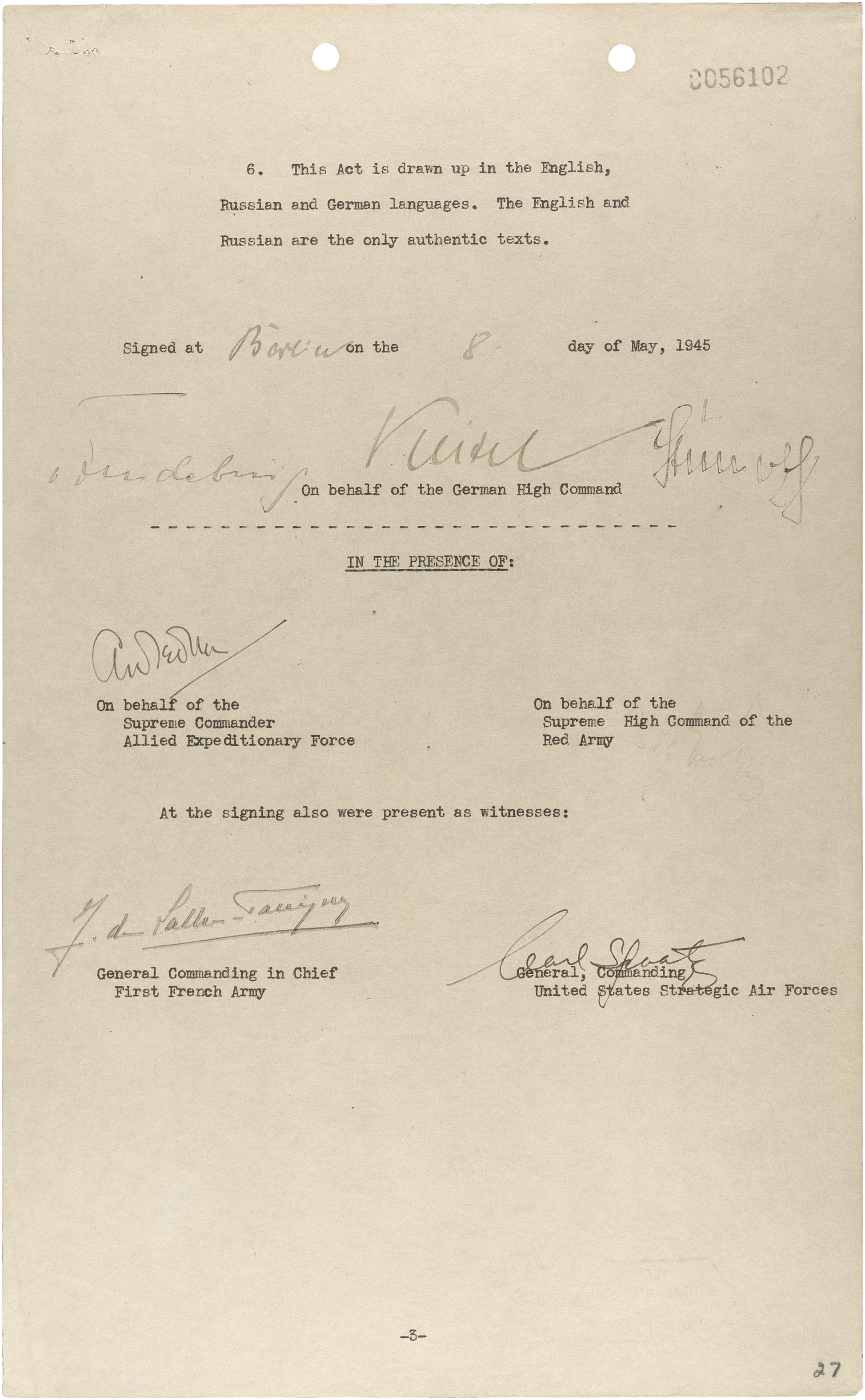
1945년 5월 8일 베를린에서 서명된 무조건 항복 문서의 세 번째와 마지막 페이지

제2차 세계 대전 중 유럽 전구의 마지막 전투는 1945년 4월에서 5월 사이 독일군과 서방 연합군, 소련군 사이의 전투들이다.

## 항복과 죽음의 연대기
연합군이 추축군 포로보다 더 많아지기 시작함. 1945년 4월 연합군이 가진 추축군 포로는 150만 명이었다. 또한, 이탈리아 전역에서는 대략 12만 명의 독일군이 연합군에게 항복하여 포로가 되었다. 4월 말까지 3~4개월 동안 동부 전선의 독일군 80만 명이 항복했다. 4월 초, 서독에서 포로로 잡거나 항복한 추축군 장교 수천 명을 잡아두기 위해 첫 번째로 연합국 관할 하의 라인베센라저(Rheinwiesenlager)를 설치했다. 연합국 원정군 최고 사령부는 전쟁 포로를 제외한 무장 해제 부대에 대한 재분류를 시작했다. 전 전투원에 대한 치료를 규정하는 제네바 협약은 법적간주로 우회되었다. 10월에는 수천 명이 수용소에서 기아와 질병으로 사망했다.
독일군이 핀란드에서 후퇴: 1945년 4월 25일, 핀란드군에게 마지막 독일군이 핀란드에서 후퇴하여 노르웨이로 돌아갔다.
무솔리니의 죽음: 1945년 4월 27일, 연합군이 밀라노를 포위하면서 이탈리아의 독제자인 베니토 무솔리니는 이탈리아 파르티잔들에게 체포되었다. 그는 이탈리아에서 스위스로 도망칠려고 했고(그는 잘못된 길에 들어있었다) 독일 대공포 대대화 함께 이동하던 도중이었다는 논쟁이 있다. 4월 28일, 무솔리니는 지울리노(메제가 시민 교구)에서 처형당했다. 그와 함께 잡혔던 다른 파시스트는 돈고로 끌려가서 그 곳에서 처형당했다. 그의 시체는 밀라노로 끌려가 도시의 로레토 광장에 묶였다. 4월 29일, 로돌포 그라치아니는 카세르타에서 모든 파시스트 이탈리아군과 함께 항복했다. 이 군에는 리구리아 군집단도 포함되어 있었다. 그라치아니는 무솔리니의 이탈리아 사회 공화국의 국방부 장관이었다.
히틀러의 죽음: 4월 30일, 베를린 공방전이 시작되어 모든 것을 잃고 무솔리니의 최후를 듣게 된 아돌프 히틀러는 퓌러벙커에서 자살하기 40시간 전에 결혼한 에바 브라운과 함께 자살했다. 그의 유언에서 각각 무너져 내린 나치 독일의 통제권을 장악하려고 했던 그의 부사령관인 제국원수 헤르만 괴링과 내무부 장관 하인리히 힘러를 해임했다. 그는 그의 후계자로 대제독 카를 되니츠를 대통령직에 임명하고, 요제프 괴벨스를 독일의 총리로 임명하기로 했다. 하지만, 괴벨스가 다음 날 자살하면서 독일의 유일한 통치자로 되니츠가 되었다.
이탈리아 전선의 독일군 항복: 히틀러가 자살하기 전날인 4월 29일, 연합국과의 오랜 기간 무단 평화협상 끝에 장군 폰 피팅호프 대신 SS 장군 카를 볼프는 카세르타에서 항복문서에 서명했다. 이는 개별적인 평화를 이룰려고 한 소련에게 크게 의문시되었다. 이 항복문서에서는 볼프 장군이 휴전에 동의하고 5월 2일 오후 2시에 피팅호프 휘하의 군을 항복시키는 것에 동의했다. 따라서, 5월 2일 아침 알베르트 케셀링과 볼프 장군 사이 약간의 논쟁 이후, 이탈리아와 오스트리아의 약 백만 명이 5월 2일 오후 2시 영국 장군 헤럴드 알렉산더에게 무조건 항복했다.
베를린의 독일군 항복: 베를린 공방전은 5월 2일 끝났다. 이날 베를린 방위 지역 사령관인 포병대장 헬무트 바이들링은 붉은 군대의 바실리 추이코프에게 무조건 항복했다. 같은 날, 베를린 북부의 비스툴라 군집단 하의 2개 군, 장군 쿠르트 폰 티펠스키리히 하의 21 군과 장군 하소 폰 만토이펠 하의 3 기갑군은 서부 연합군에게 항복했다. 또한, 5월 2일에는 히틀러의 비서관인 마르틴 보어만이 사망했고, 아르투어 악스만은 소련군 순찰대가 베를린 중앙역에 도착한 이후 마르틴 보어만이 죽은 것을 보았다고 증언했다. 레후테르 반호프는 1972년 12월 7일 발굴하 베르만의 유해를 가져다가 1998년 DNA 테스트에서 일치함을 확인했다.
북서부 독일, 덴마크, 네덜란드의 독일군 항복: 1945년 5월 4일, 영국의 육군 원수 버나드 몽고메리는 대제독 한스게오르크 폰 프리데부르크와 장군 에브하드 킨젤에게 함부르크, 하노버, 브레멘 도시 사이에 있는 벤디쉬 에베른의 륀베르크 헬스에서 "홀란드, 헬골란드 섬과 프리지아 제도, 기타 모든 섬을 포함한 북서부 독일, 슐레스비히-홀슈타인, 덴마크의 모든 해군 함선을 포함한 모든 독일군의" 무조건 항복을 받아내었다. 이 지역에서 항복한 독일 육군, 해군, 공군은 대략 백만 명이었다. 5월 5일, 대제독 카를 되니츠는 모든 U보트에게 공격 작전을 중단하고 자신이 속해 있는 기지로 돌아가라고 명령했다.
오후 4시, 네덜란드 지역의 독일군 총사령관인 요하네스 블래스코비츠는 리페비스터펠트의 베른하르트 왕자(네덜란드 저항군의 실질적 총사령관)가 있는 네덜란드의 와게닝겐에서 캐나다 장군 카를 포켈스에게 항복했다.
바이에른 지역의 독일군 항복: 1945년 5월 4일 오후 2시 30분, 독일 장군 헤르만 포에르히가 지휘하는 보헤미아 산맥 지역과 인강 상류 지역의 모든 독일군이 미국 장군 제이콥 L. 데버가 지휘하는 미국 6 군집단에게 항복했다.

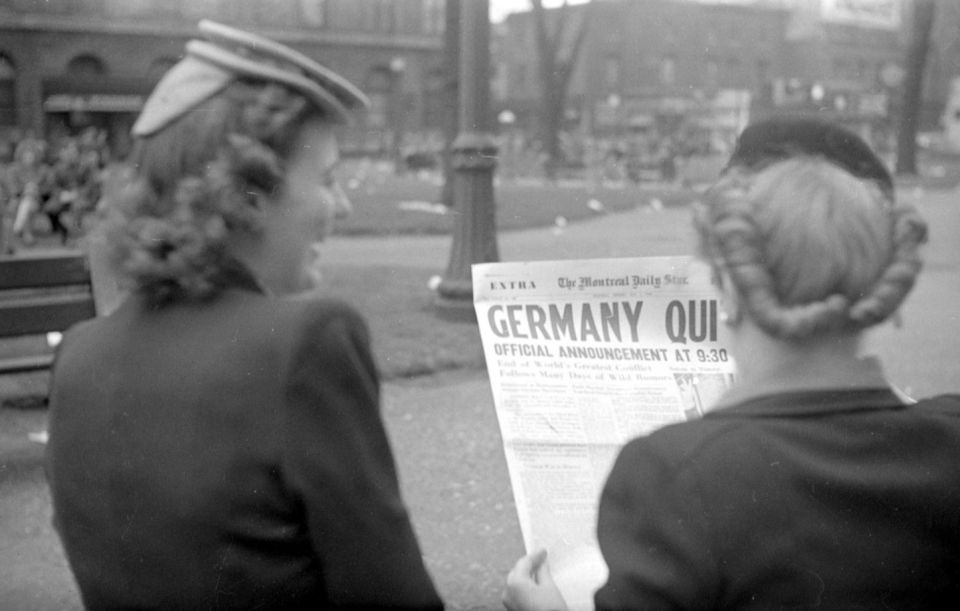
독일의 항복을 발표한 몬트릴 스타의 첫표지를 보는 모습.

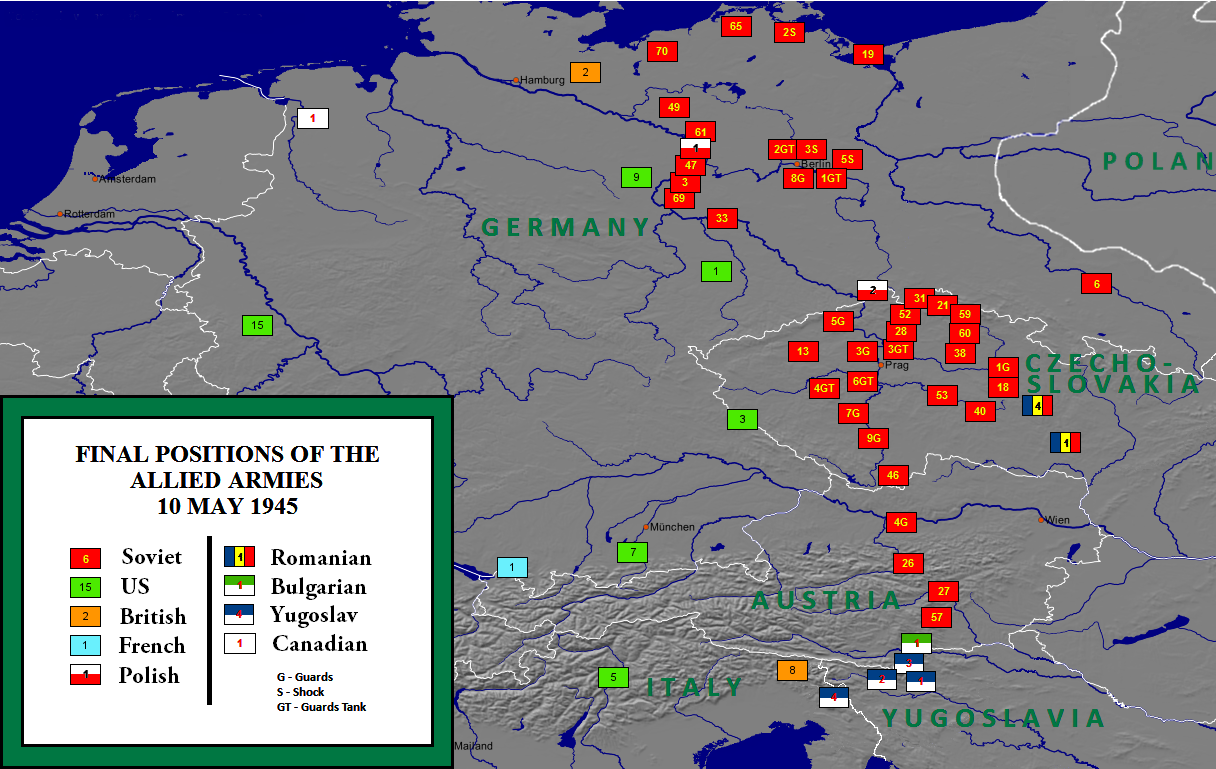
1945년 5월, 연합군 군대의 최종 위치 지도.

중앙유럽: 1945년 5월 5일, 체코 레지스탕스가 프라하 봉기를 일으켰다. 다음 날, 소련군이 프라하 공세를 시작했다. 드레스덴에서는 지방 장관 마르틴 무스친만이 동부 전선에서 대규모 독일군 공세를 시작한다는 것을 알게 되었다. 이틀 이내에 무스친만은 도시를 포기했지만 탈출하던 도중 소련군에게 체포되었다.
헤르만 괴링의 항복: 5월 6일, 나치당의 고참이자 히틀러의 부사령관인 헤르만 괴링이 미국 공군 유럽지역군의 지휘관 카를 안드로우에게 독일-오스트리아 국경에서 그의 딸과 부인과 함께 체포되었다. 그는 이 때까지 아직 살아 있는 나치의 가장 영향력 있는 사람이었다.
브레슬라우의 독일군 항복: 5월 6일 오후 6시, 요새 도시 브레슬라우 전투의 지휘관인 헤르만 니호프가 포위전 4개월만에 소련군에게 항복했다.
채널 제도의 독일군 항복: 5월 8일 오전 10시, 섬 주민들은 독일군에게 전쟁이 끝났다고 통보했다. 영국 총리인 윈스턴 처칠은 오후 3시 라디오 방송으로 "오늘 밤 자정 이후 적대 행위는 공식적으로 끝나게 되지만, 우리는 목숨을 구하기 위한 휴전이 어제부터 전 전선에서 시작되었으며 그리고 친애하는 채널 제도에서도 오늘부터 휴전할 수도 있다."라고 말했다.

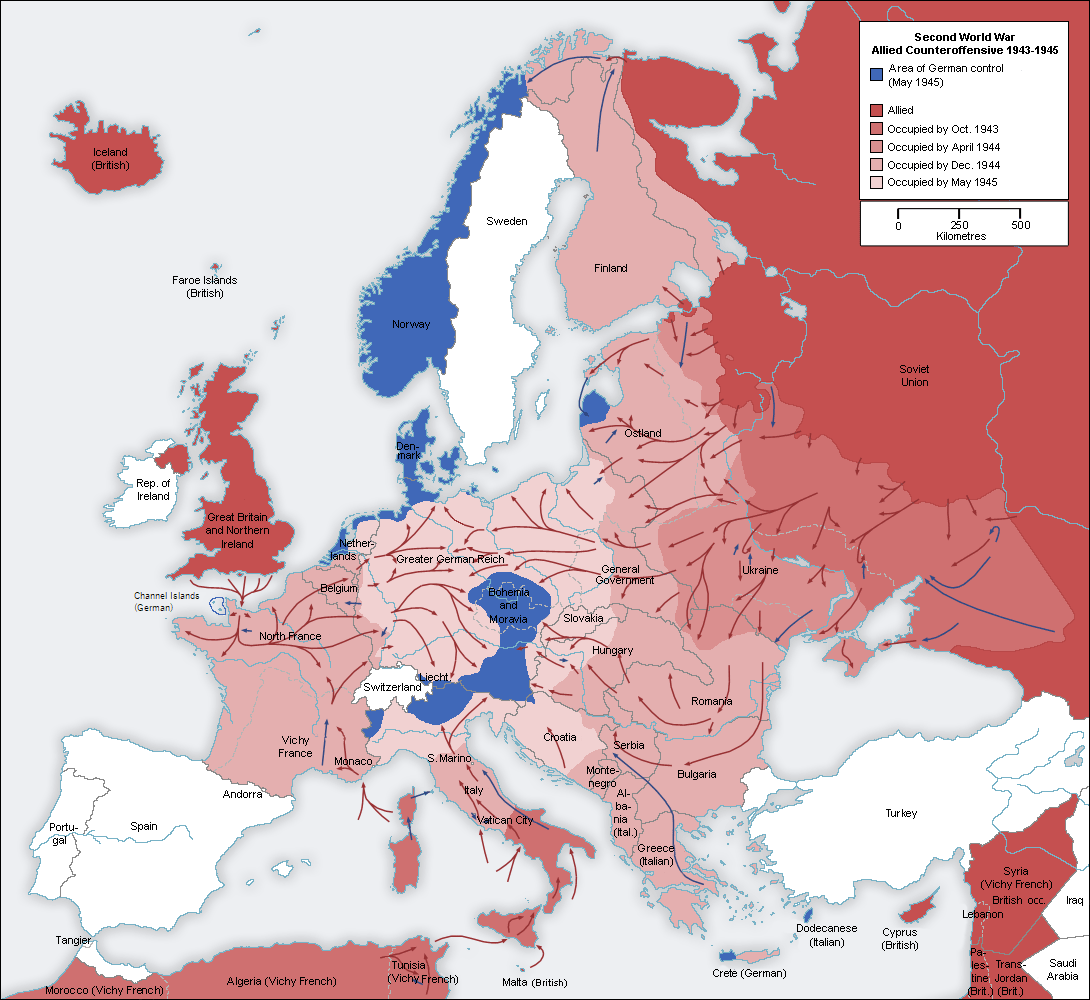
전쟁이 끝날 때 유럽의 상황 지도. 추축국의 영역은 청색으로 표시되어 있다.

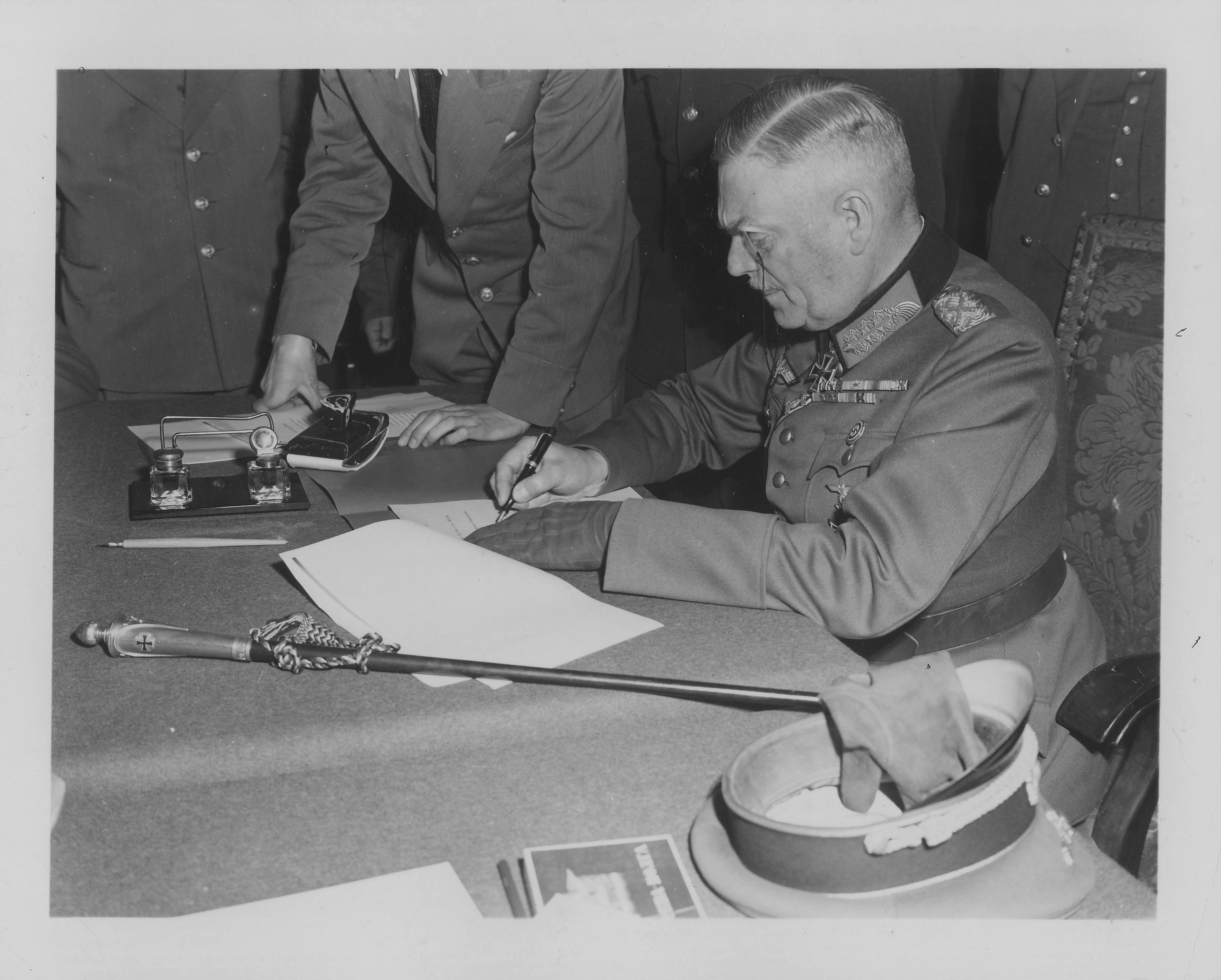
1945년 5월 7일, 베를린의 카이텔이 항복문서에 서명하는 모습.

요들과 카이텔이 전 독일군과 무조건 항복: 요새 도시 브레슬라우가 함락된 지 30분 후, 장군 알프레트 요들은 랭스에 도착하여 되니츠의 지침에 따라 연합군과 전투하고 있는 모든 독일군에게 항복을 제안했다. 이는 처음에 폰 프리데부르크가 몽고메리에게 제안했던 제안과 같았으며, 연합군 최고위원회의 총사려오간인 드와이트 아이젠하워는 독일군이 무조건 항복을 받아들이기 전까지는 협상을 하지 않겠다고 말했다. 아이젠하워는 요들에게 직설적으로 서부 전선으로 가는 독일군을 막고 소련군에게 항복을 강요할 것이라고 말했다. 요들은 플렌스부르크에 있는 되니츠에게 아이젠하워의 선언을 알렸다. 자정 직후 되니츠는 이 제안을 받아들어 요들에게 모든 독일군에게 항복해도 괜찮다고 보냈다.
5월 7일 오전 2시 41분, 프랑스 랭스 연합군 최고위원회 사령부에서 독일 국방군 최고 사령부의 최고 사령관 장군 알프레트 요들은 모든 독일군에 대해 연합군으로 무조건 항복한다에 서명했다. 장군 프란츠 뵈메는 5월 7일 노르웨이의 모든 독일군이 항복했다고 발표했으며, 같은 날 요들은 무조건 항복 문서에 사명했다. 이에는 "모든 독일 통제하의 지역은 1945년 5월 8일 중앙유럽 표준시 2301시에 즉시 휴전한다"라는 문구가 추가되었다. 다음날, 육군 원수 빌헬름 카이텔과 기타 OKW 장군은 베를린으로 가서 이날 자정에 소련군의 장군 게오르기 주코프에게도 무조건 항복 문서에 서명했다. 이 조인식은 베를린의 카를호르스트 지구의 전 독일군 공학 학교에서 이루어졌다. 지금은 독일-러시아 박물관이 되었다.

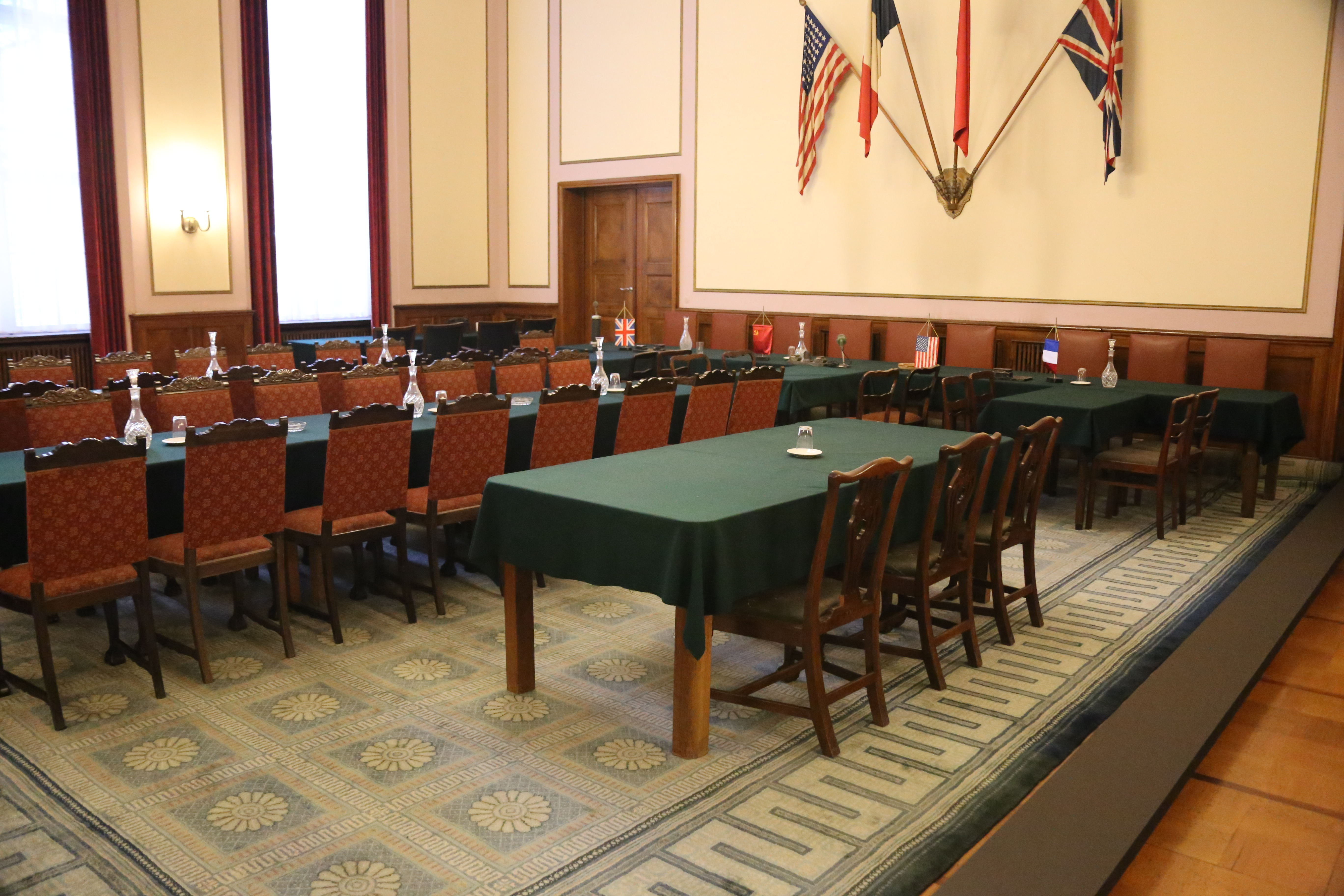
2번째 휴전 협정이 이루어질 당시 모습을 그대로 배치한 방 (현재 독일-러시아 박물관에 있음)

유럽에서의 승리: 5월 8일 서구 지역에서 독일군이 항복했다는 뉴스가 전해지면서 전 유럽 지역이 승리로 타올랐다. 미국에서는 5월 8일을 V-E 데이로 기념하면서 이 때 깨어났다. 독일 동쪽에 있던 소련은 모스크바 시간 기준 5월 9일에 항복 문서에 서명한 것으로 되어 있기 때문에 러시아와 독일 동부의 많은 동유럽 국가는 5월 9일을 승리의 날로 기념하고 있다.
남아있던 독일군의 휴전: 대부분의 독일군 지휘관은 독일 국방군 최고 사령부(OKW)에서 나온 항복 명령을 받아들었지만, 모든 지휘관이 이러지는 않았으며 받지 못한 지휘관도 있었다. 가장 큰 분견대는 4월 30일 히틀러의 유언에 따라서 육군 최고 사령관으로 진급한 육군 원수 페르디난트 쇠르너가 지휘하는 중앙 집단군이었다. 5월 8일, 쇠르너는 명령을 따르지 않고 오스트리아로 후퇴했다. 소련군은 프라하 공세에서 중앙 집단군을 압도하여 밀어버렸으며, 5월 11일에는 중앙 집단군의 남은 병력이 전부 항복했다. 마지막 전투는 5월 12일 끝났다. 5월 8일 이후에도 항복하지 않은 독일군들은 다음과 같다.
- 비스와강 헬반도의 단치히 교두보와 헬리젠벨 포위망에 있던 장군 디에트리히 폰 사우켄 하의 2 군은 5월 9일 항복했다. 또한, 그리스 섬, 프랑스 대서양 포위망, 생나제르, 라로셸(포위전 이후), 로리앙의 마지막 수비대도 같이 항복했다.
- 5월 13일, 붉은 군대는 유럽에서의 모든 공세를 마쳤다. 체코슬로바키아의 마지막 포위망은 이 날 항복했다.
- 독일군이 점령한 채널 제도의 올더니섬에 있는 독일 수비군은 다른 채널 제도의 수비대가 5월 9일에 항복한 지 7일 후인 5월 16일에 항복했다.
- 텍셀 반란(1945년 4월 5일 ~ 5월 20일)은 제2차 세계 대전에서 유럽 전구의 마지막 전선이었다. 이 전투는 독일이 장악한 네덜란드 텍셀 섬에서 조지아 나치 협력군과 나치 독일군 사이의 전투였다.
- 유고슬라비아의 슬로베니아에 남아 있던 독일군은 5월 14일 ~ 15일에 폴랴나 전투가 있은 이후 5월 15일 항복했다.
- 비에르뇌위아섬에 있던 독일군은 잊혀졌다. 이 독일군은 기상 관측소 설치 작전에 동원되었던 병력이었지만, 1945년 5월 무선 연락이 끊긴 이후 고립되었으며 9월 4일 노르웨이 물개 낚시배 선장에게 항복했다.

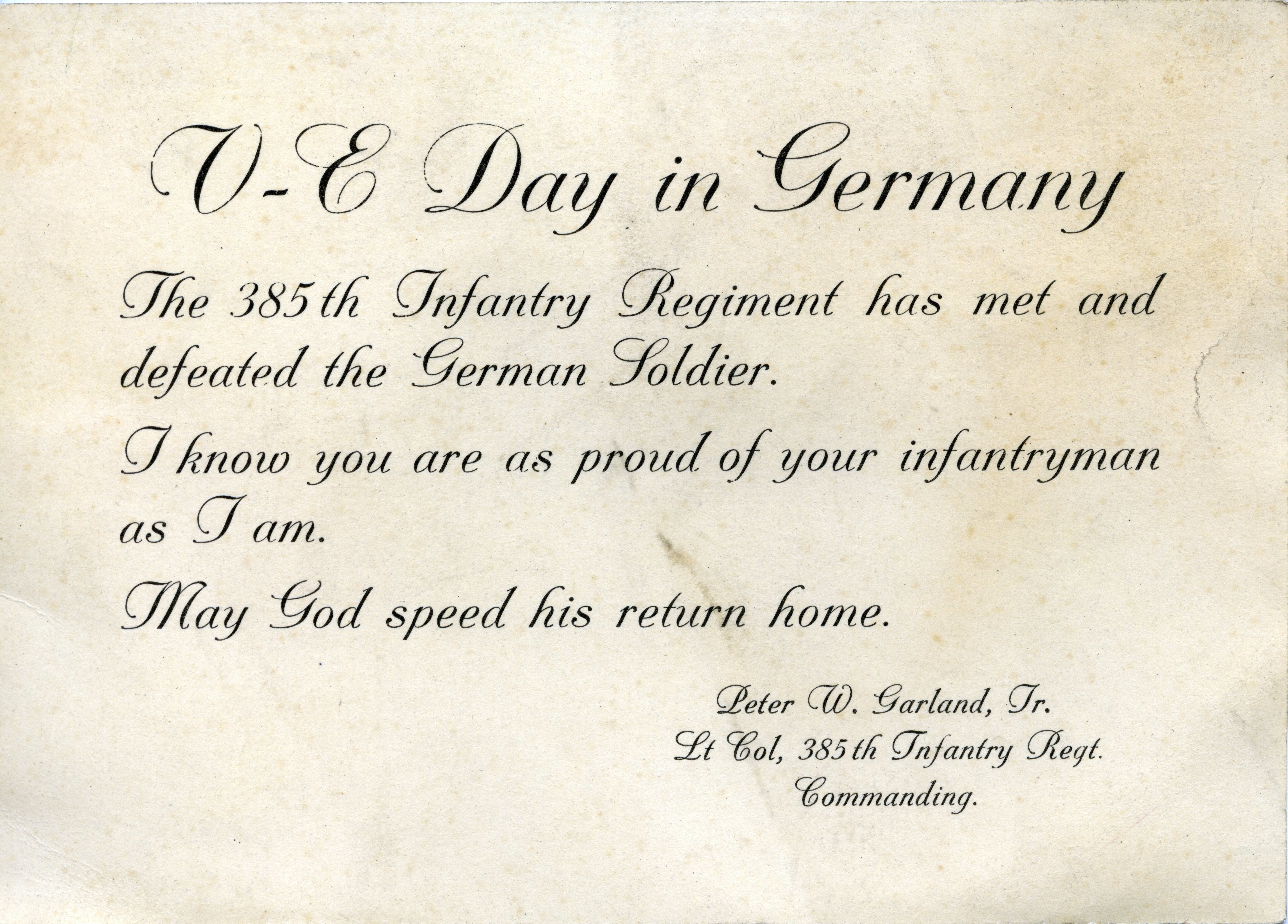
전쟁이 끝날 때 독일 병사들에게 가족이 있는 집으로 돌아가라는 내용의 쪽지.

되니츠 정부가 아이젠하워에게 해체됨: 카를 되니츠는 독일의 대통령으로 계속 수행했지만, 그의 플렌스부르크 정부는 연합국에게 인정받지 못했다. 5월 12일 연합군 연락대는 플렌스부르크에 도착하여 여객선 "파트리아"에 머물렀다. 연락장교 및 연합군 최고사령부는 플렌스부르크 정부가 더 이상 있을 필요가 없으며 각료들을 체포해야 한다고 결정했다. 5월 23일, 연합군 최고위원회와 소련군의 승인을 얻고 미국 장군 룩스는 되니츠를 파트리아 여객선으로 불러 그를 포함한 모든 정부 각료는 체포되며 플렌스부르크 정부는 해체된다고 통보했다. 연합군은 독일군이 무조건 항복에 서명했지만 유럽자문위원회(EAC)가 만든 문서에 연합군 최고위원회가 쓰는 데 실패했기 때문에 실제 민간 독일 정부가 서명한 공식적인 항복문서가 없었다. 이는 군인으로써가 아닌 민간으로써 1918년 항복은 히틀러가 등 뒤의 칼 이야기 조약으로 사용했기 때문에 연합군은 향후 적대적일 수 있는 독일 정권에게 또 다른 긴 전쟁이 펼쳐질 요인을 주지 않으려고 했다.
독일의 패배와 연합군 최고위원회의 승리 선언: 이 선언은 6월 5일 4개 연합국이 서명했다. 이 선언은 다음과 같다.
미국, 소비에트 사회주의 공화국 연방, 영국, 프랑스 공화국 임시 정부는 독일 정부가 소유한 모든 권한, 최고사령부, 국가, 지방 자치권, 정부 또는 지방 정부, 행정기관을 독일 최고위원회가 소유한다. 위에서 언급한 권한, 권력은 "독일의 병합"에 영향을 주지 않는다.— US Department of State, Treaties and Other International Acts Series, No. 1520.

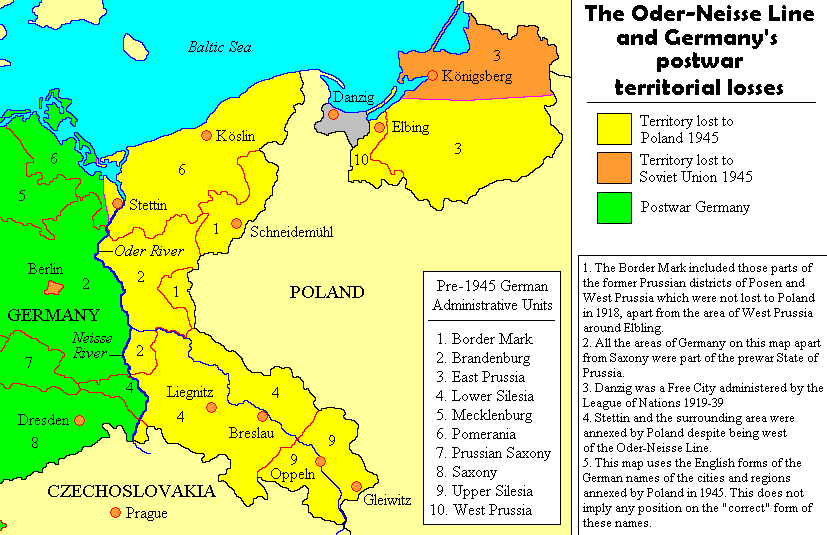
오데르-나이세선

여기서 정복된 권력이 적대 행위를 하는 국가에 대해 완전한 파괴를 의미하는 지에 대해서는 논의가 있다.
포츠담 협정: 이 협정은 1945년 8월 2일 서명되었다. 이와 관련하여, 연합군 지도자들은 전후 새로운 독일 정부 계획을 세워 독일의 경계를 사실상 전쟁 전 오데르-나이세선으로 제한하여 동부의 영토를 다른 국가로 합병하고, 동쪽의 독일인을 모조리 추방하였다. 또한, 독일의 비무장화, 탈나치화, 독일 산업 계획, 전쟁 배상금 작업도 이루어졌다.

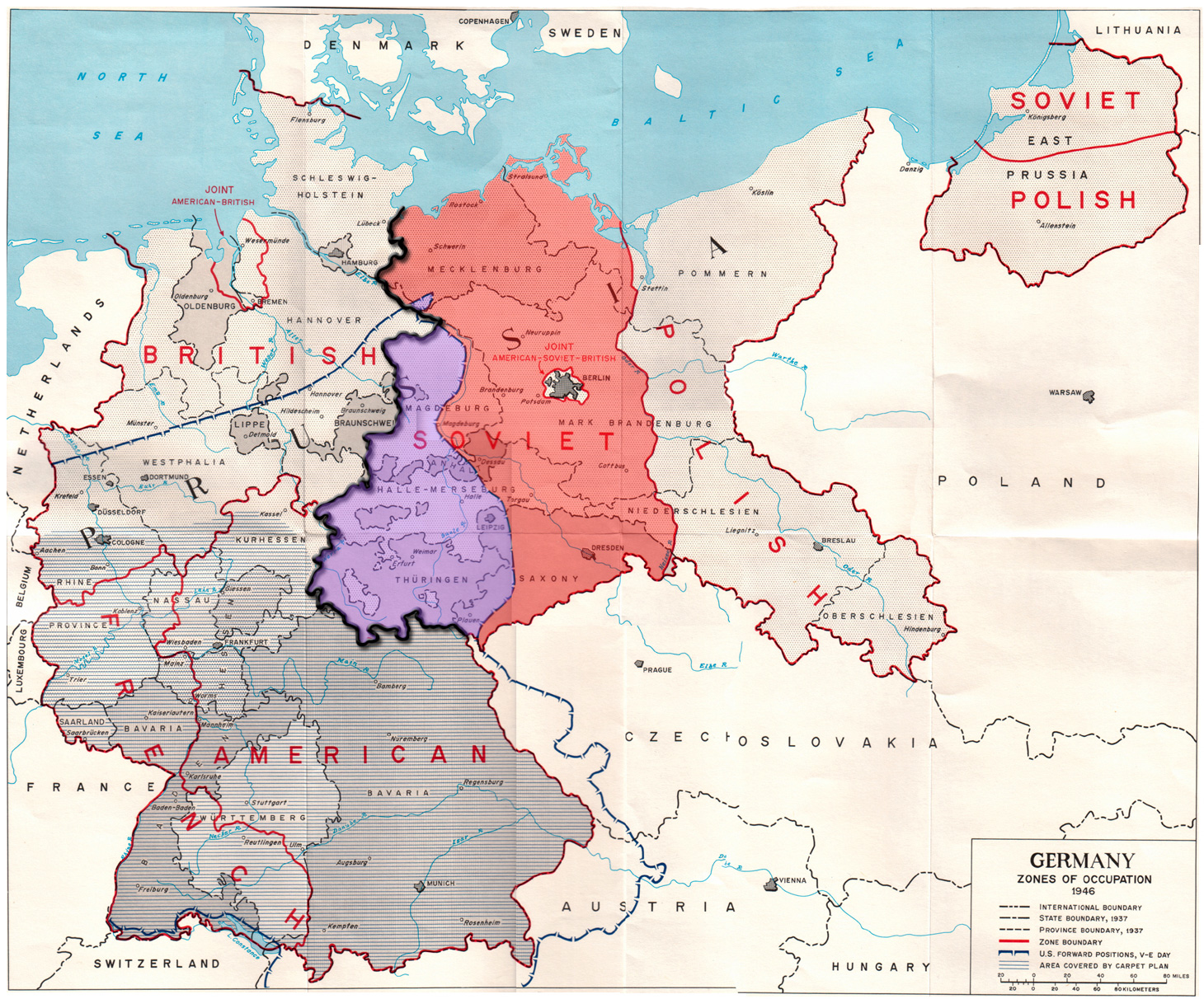
전후 연합국의 점령 지역을 나타낸 지도 모습이다. 소련의 점령 지역(빨강), 독일 동-서 국경 (굵은 검은선), 1945년 7월 이후 영국-미군이 철수한 지역(보라)가 나타나 있다. 지역 행정구역의 경계는 나치 이전 바이마르 공화국 시절 "주 정부"가 수립되기 전에 그은 것이다.

## 포로수용소와 난민
전쟁의 마지막 1개월 동안 연합군은 나치가 약 1,100만명, 그중에서도 600만명이 유대인인 많은 수를 투옥하고 살해하기 위해 만든 포로수용소를 발견했다. 로마니족, 슬라브인, 게이, 소수민족, 장애인, 나치 정권에 반대하거나 적대한 사람(특히 공산주의자) 500만명도 투옥되어 있었다. 이중 가장 잘 알려진 아우슈비츠 절멸수용소는 대략 110만에서 160만명의 유대인과 정치범이 사망했다.

## 같이 보기
- 폴랴나 전투
- 하우데즌 작전
- 제2차 세계 대전의 여파
- 연합군 위원회
- 외무 장관 협의회
- 독일의 항복문서
- 륀베르크 헬스에서 독일군의 항복
- 접촉선
- 파리 조약 (1947년)
- 일본의 항복
- 서구의 배신
- 북서유럽의 독일인 전쟁 포로
- 1945년 나치 독일에서의 집단 자살

## 참고 문헌
- Beevor, Antony (2002), 《Berlin: The Downfall 1945》, Viking-Penguin Books, 342쪽
- Plenipotentiaries (1945년 6월 5일), 〈Declaration Regarding the Defeat of Germany and the Assumption of Supreme Authority with respect to Germany by the United Kingdom, the United States of America and the Union of Soviet Socialist Republics, and the provisional government of the French Republic (facsimile)〉, 《Germany No. i (1945): Unconditional Surrender of Germany Declaration and other Documents issued by the Governments of the United Kingdom, the United States of America and the Union of Soviet Socialist Republics, and the Provisional Government of the French Republic》 (PDF), 1–6 (3–7 PDF)쪽, 2013년 4월 29일에 원본 문서 (PDF)에서 보존된 문서, December 2013에 확인함
- Ziemke, Earl F. (1969), 《Battle for Berlin: End of the Third Reich》, London: Macdomald & Co, 128쪽
- Ziemke, Earl F. (1990), 〈Chapter XV: The Victory Sealed: Surrender at Reims〉, 《The U.S. Army in the occupation of Germany 1944–1946》, Center of Military History, United States Army, Washington, D. C., Library of Congress Catalog Card Number 75-619027

## 추가 자료
- Deutsche Welle special coverage of the end of World War II—features a global perspective.
- On this Day 7 May 1945: Germany signs unconditional surrender
- Account of German surrender, BBC
- Charles Kiley (Stars and Stripes Staff Writer).Details of the Surrender Negotiations This Is How Germany Gave Up
- London '45 Victory Parade, photos and the exclusion of the Polish ally
- Multimedia map of the war (1024x768 & Macromedia Flash Plugin 7.x)